# Villa Allgeyer-Fuckel
 (février 2025).
La Villa Allgeyer-Fuckel est un bâtiment historique de Gênes situé au numéro 2 de la Via dei Maristi, dans le quartier collinaire d'Albaro.

## Histoire
Le palais a été construit à la fin du XVIIe siècle comme résidence de campagne et était entouré d'un vaste domaine. En 1728, il fut enregistré comme propriété de Gerolamo Veneroso, alors doge de Gênes. Le bâtiment a conservé son plan rectangulaire d'origine jusqu'au début du XIXe siècle, lorsqu'un petit bâtiment a été ajouté sur le côté sud.
En 1901, le palais fut acheté par la famille allemande Allgeyer-Fuckel, qui le fit rénover, et transforma la villa de campagne en une résidence seigneuriale, faisant peindre les plafonds à fresque, ajoutant une tour belvédère et un escalier monumental en marbre.
En raison des origines allemandes des propriétaires, le château fut confisqué pendant la Première Guerre mondiale, puis restitué à Anna Allgeyer, la veuve de Fuckel, à la fin du conflit. En 1939, il fut acheté par la congrégation religieuse des Frères maristes, qui l'utilisa comme école jusqu'en 1994.
Après des années d'abandon, le bâtiment a été restauré et abrite depuis 2001 l'une des deux succursales génoises de Fideuram - Intesa Sanpaolo Private Banking. Le palais, qui a subi quelques dommages en 2009 à la suite d'un incendie, est classé comme bien d'intérêt culturel par le ministère du Patrimoine et des Activités culturelles.

## Galerie

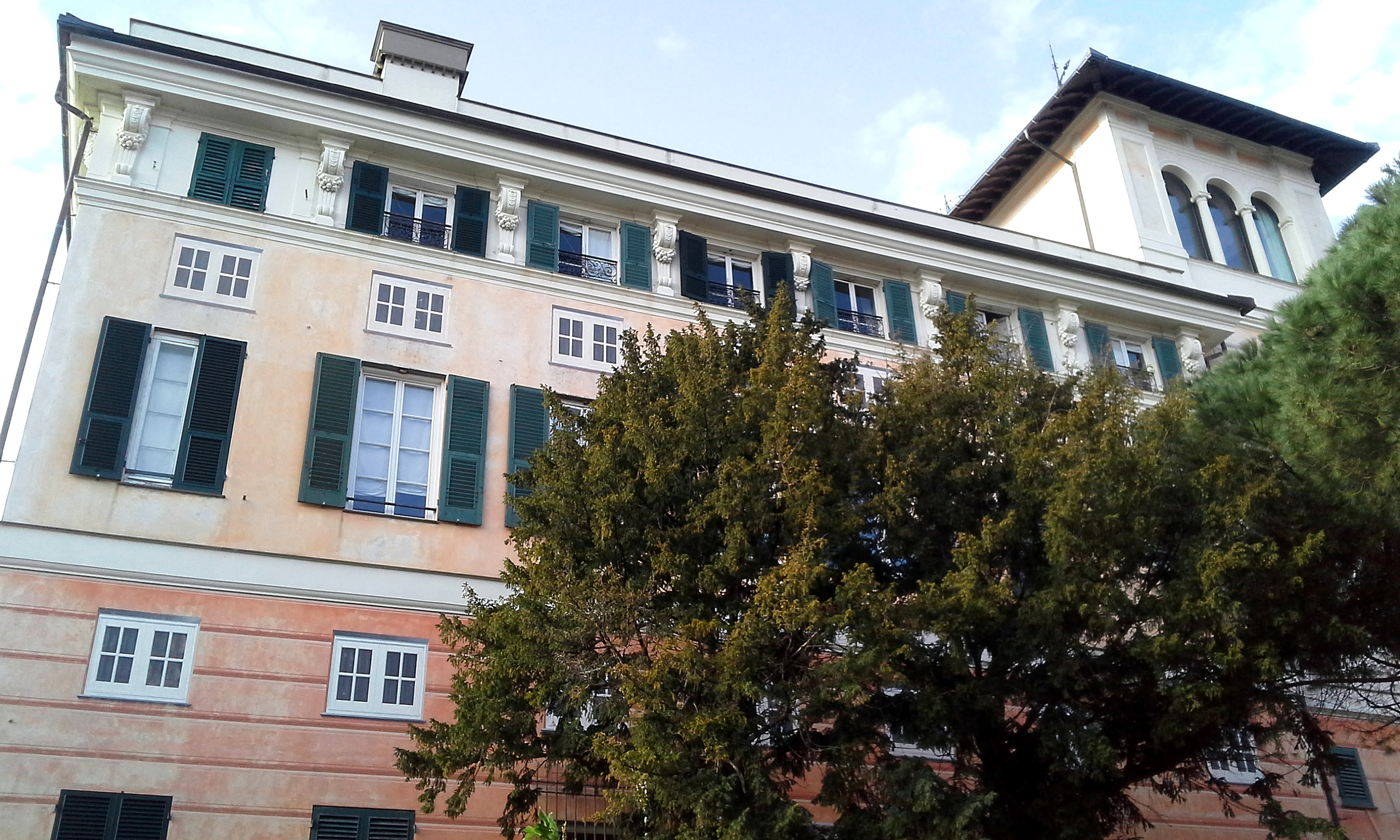
Façade de la villa Allgeyer-Fuckel.
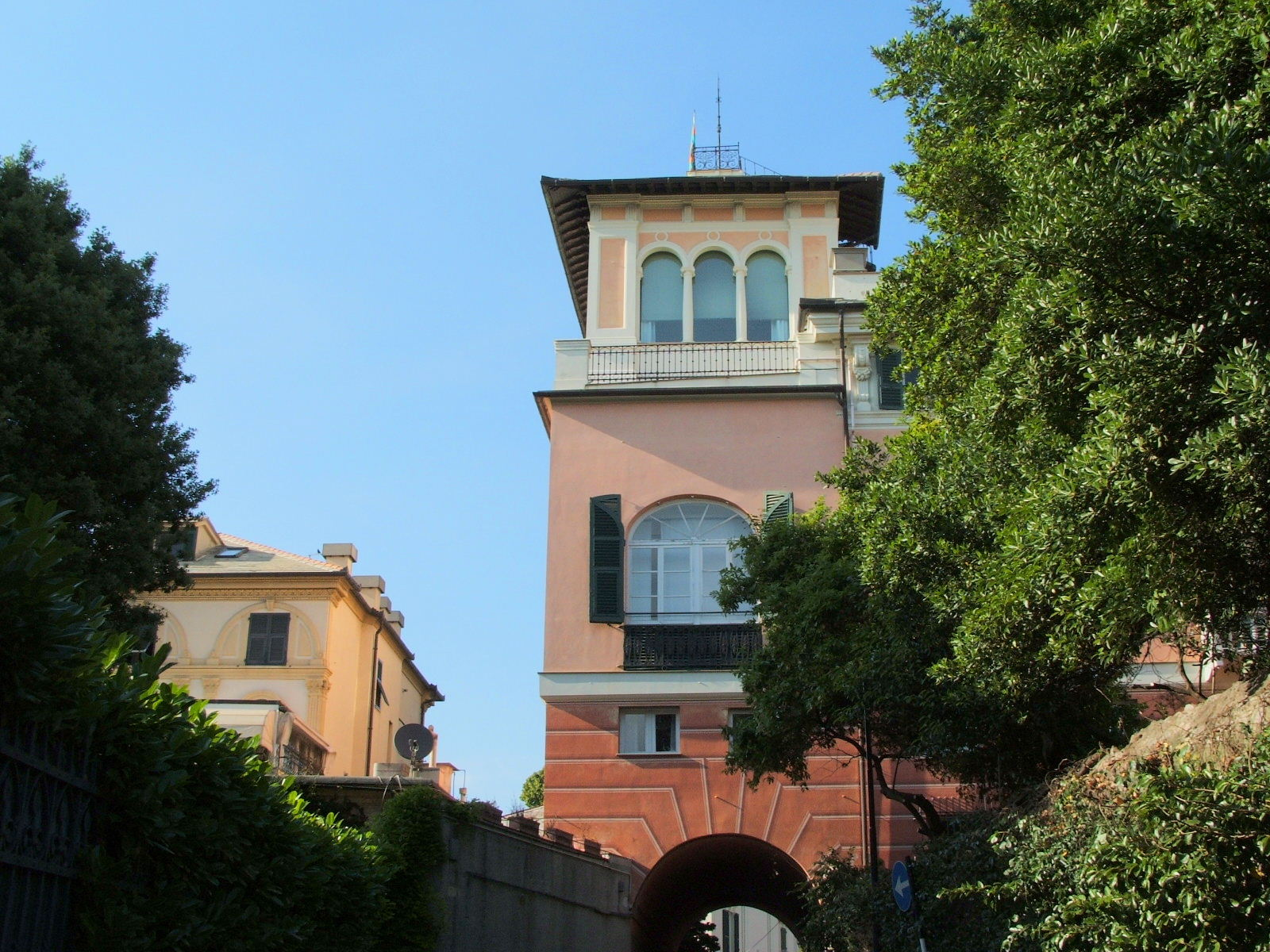
La tour belvédère.
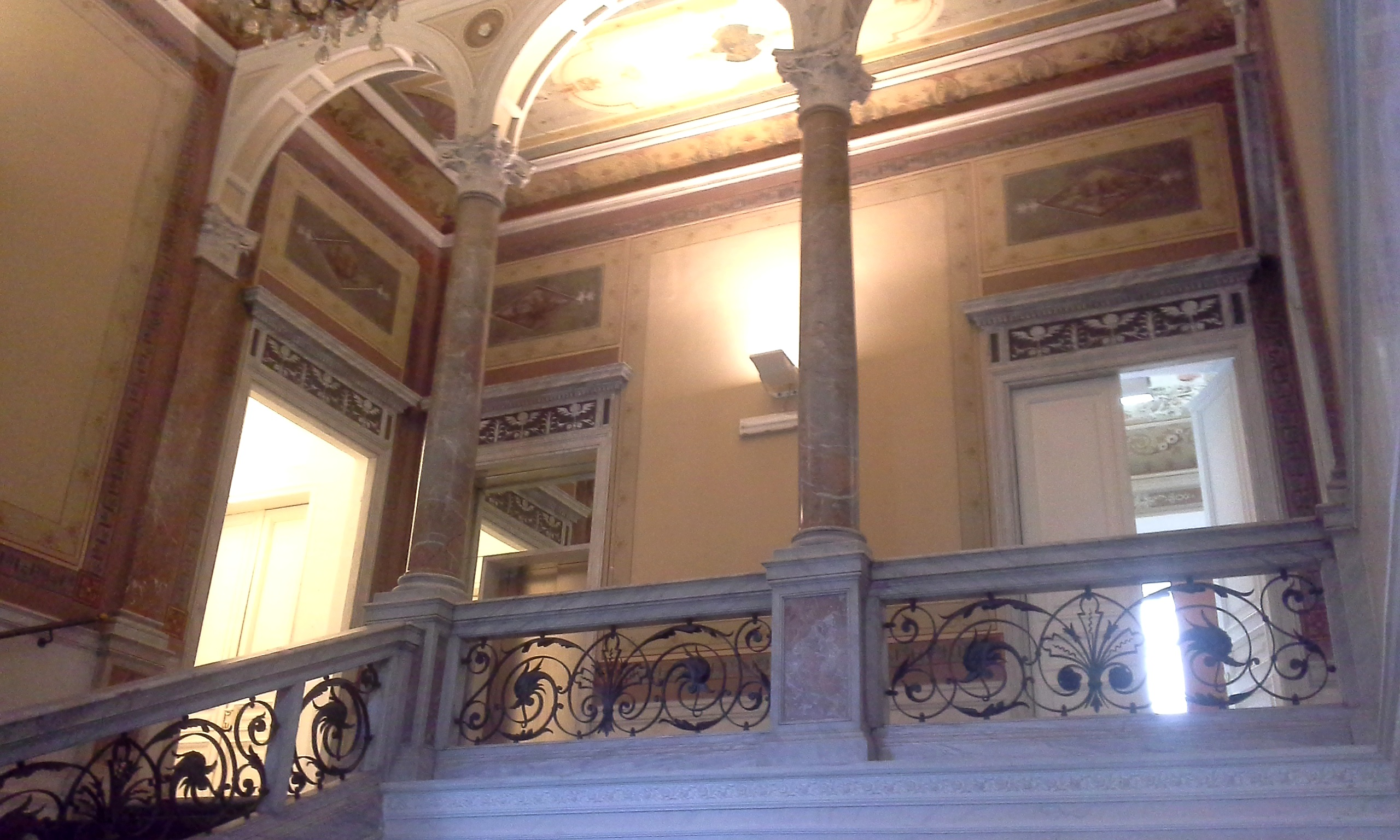
Détail de l'intérieur.